# مدرع عاري الذيل
المدرع العاري الذيل (الاسم العلمي: Cabassous) هو جنس من الحيوانات يتبع فصيلة المدرعات المتدثرة وأشباهها من رتبة الحزاميات.

## أنواع المدرع العاري الذيل
- مدرع عاري الذيل شمالي
- مدرع تشاكو
- مدرع عاري الذيل كبير
- مدرع عاري الذيل جنوبي